# Èider de Steller
L'èider de Steller (Polysticta stelleri) és una espècie d'ocell de la família dels anàtids (Anatidae) que cria als estanys i llacs de la tundra, des del nord d'Escandinàvia per tot el nord de Sibèria, fins al nord d'Alaska. Durant la migració hivernal també freqüenta zones costaneres del Bàltic, illes Kurils, del Comandant i Aleutianes. És l'única espècie del gènere Polysticta.